# Рудина, Татьяна Рудольфовна
Татьяна Рудольфовна Рудина (род. 17 августа 1959) — советская и российская актриса театра и кино, заслуженная артистка России (2010).

## Биография
Дочь Рудольфа Рудина (Айзенштока).
В 1980 году окончила ГИТИС (мастерская В. А. Андреева) и была приглашёна в театр «Ленком», где работала вплоть до 1991 года. В 1992 году Татьяна Рудольфовна перешла в Московский драматический театр им. М. Н. Ермоловой.
Также сотрудничает с «Театральным товариществом 814» под руководством О. Е. Меньшикова и Независимый театральный проект.
Муж — актёр Александр Вячеславович Сирин. Сын — актёр Николай Сирин (род. 1988).

## Общественная позиция
В марте 2014 года подписала письмо «Мы с Вами!» КиноСоюза в поддержку Украины.
В 2018 году поддержала обращение Европейской киноакадемии в защиту заключённого в России украинского режиссёра Олега Сенцова.

## Творчество

### Роли в театре

#### Независимый театральный проект
- 2003 — «Девичник. Посиделки с антрактом»[5] по пьесе Лора Ш. Каннигем — Джесси
- 2008 — «Театр по правилам и без» М. Фрейн — Дотти-Миссис Клакетт
- 2010 — «Девочки из календаря[англ.]»[6] по пьесе Тима Фёрта[англ.] — Мэри

#### Театр имени М. Н. Ермоловой
- «Репетиция комедии Мольера „Дон Жуан“» — Эльвира
- «Мнимый больной» Ж. Б. Мольера — Туанетта
- «Медведь. Предложение» А. Чехова — Попова
- 2003 — «Женитьба»[7] Н. В. Гоголя. Режиссёр: Алексей Левинский — Фёкла Ивановна, сваха
- 2006 — «Фотофиниш»[8] Питера Устинова. Режиссёр: Сергей Голомазов. — Стелла

#### «Театральное товарищество 814»
- «Горе от ума» А. Грибоедова — Графиня-внучка
- «Кухня» М. Курочкина — Брюнхильда

#### Продюсерский центр «Оазис»
- «Ева» — М. Орр — Карэн

### Фильмография
- 1979 — Ватага «Семь ветров»
- 1980 — К кому залетел певчий кенар… — Роза, одноклассница Володи, официантка
- 1981 — Белый танец
- 1982 — Дом, который построил Свифт — Бэтти, лилипутка, жена Рэльба
- 1982 — Предел желаний — Инна
- 1983 — Дамское танго — Зина, официантка в ресторане
- 1985 — Выйти замуж за капитана — Полина, подруга Лены, переводчица с французского
- 1985 — Дети солнца — Луша, новая служанка
- 1986 — По главной улице с оркестром — Надя
- 1987 — Репетитор — Инка
- 1988 — Муж и дочь Тамары Александровны — учительница физкультуры
- 1988 — Диктатура совести — одноклассница Наташи
- 1989 — Бутерброд — психоаналитик
- 1992 — Московские красавицы — Алла
- 1992 — Мелодрама с покушением на убийство
- 1993 — Завтрак с видом на Эльбрус — Галина Куканова
- 1998 — Репетиция с Арнольдом
- 2000 — Горе от ума — Графиня-внучка
- 2001 — Сдвинутый
- 2003 — Нет спасения от любви — Матвеева
- 2004 — Таксистка — Люся
- 2004 — Таксистка. Новый год по Гринвичу
- 2004 — Самара-городок — Бронислава
- 2004 — Евлампия Романова. Следствие ведёт дилетант 2 — «Зюка», искусствовед (серия «Обед у людоеда»)
- 2005 — Таксистка 2 — Люся
- 2006 — Всё смешалось в доме — Годер Агнесса Францевна, домоправительница в доме Лозинской (затем Бобова)
- 2006 — Таксистка 3 — Люся
- 2006 — Рельсы счастья — фурия из седьмого купе
- 2007 — Таксистка 4 — Люся
- 2007 — Сыщик Путилин
- 2007 — Снежный ангел — Тоня, жена Владимира Петровича
- 2009 — Операция «Праведник» — глав. врач
- 2009 — Лапушки — Нонна
- 2009 — Журов — Ирина Плежэ, эксперт-криминалист
- 2009 — Россия 88 — мать Эдуарда
- 2010 — С приветом, Козаностра — мать Марии
- 2010 — Журов 2 — Ирина Плежэ, эксперт-криминалист
- 2011 — Если небо молчит — Тамара Игнатьевна «Вобла»
- 2013 — Виалетта из Атамановки — Пелагея Угрюмова, писательница детективных романов
- 2013 — Тётушки — Агнесса Леопольдовна, соседка
- 2016 — Мурка — мадам Гильо

### Киножурнал «Ералаш»
- 1992 — Выпуск № 91 (сюжет «Путёвка в жизнь») — мама Стёпы

## Признание и награды
- Приз «Лучшая женская роль» на Фестивале молодых кинематографистов за роль в фильме «Муж и дочь Тамары Александровны»
- Заслуженная артистка России (2010)[1].